# Чилачава, Леван
Леван Чилачава (груз. ლევან ჩილაჩავა, родился 17 августа 1991 года в Сухуми, Грузия) — грузинский регбист, выступающий на позиции столба за французский клуб «Кастр» и сборную Грузии.

## Биография

### Клубная карьера
Был замечен скаутами во время выступлений за молодежные сборные Грузии. После переезда во Францию сначала выступал за молодежку Тулона. 10 ноября 2011 года дебютировал за первую команду в матче Европейского кубка вызова против итальянской Петрарки, занес попытку и помог команде выиграть 53-22. В ТОП-14 свою первую игру сыграл 9 июня 2012 года против Тулузы, это был финал и Тулон его проиграл 18-12. Также Тулон дошёл до финала Европейского кубка вызова, но проиграл Биаррицу 21-18.
В 2013 году Леван Чилачава выиграл Кубок Хейнекен. В 2014 году Леван впервые выиграл ТОП-14 и второй раз Кубок Хейнекен.

### Карьера в сборной
За первую сборную дебютировал 11 февраля 2012 года в матче против Испании. В составе сборной Грузии принимал участие в Кубке мира 2015 года. Также в составе сборной становился победителем Кубка европейских наций в 2012 и 2014 годах.